# Petalium alaseriatum
Petalium alaseriatum är en skalbaggsart som beskrevs av Ford 1973. Petalium alaseriatum ingår i släktet Petalium och familjen trägnagare. Inga underarter finns listade i Catalogue of Life.